# Скшипчак, Эдвард
Эдвард Яцек Скшипчак (пол. Edward Jacek Skrzypczak; 13 октября 1936, Познань) — польский инженер и политик времён ПНР, в 1981—1982 — первый секретарь Познанского воеводского комитета правящей компартии ПОРП. Принадлежал к либерально-реформистскому крылу ПОРП, симпатизировал Солидарности, поддерживал «горизонтальные структуры». Участвовал в противоборстве с «партийным бетоном». Отстранён с партийного поста в период военного положения. Работал в Нигерии. В Третьей Речи Посполитой — инженер-строитель, бизнесмен и общественный активист.

## Работа и взгляды
Родился в семье учителей, дед по материнской линии был директором гимназии. Юзеф Скшипчак, отец Эдварда, в сентябре 1939 воевал в армии генерала Кутшебы. В годы немецкой оккупации Юзеф Скшипчак служил управляющим в немецком поместье, Ядвига Скшипчак, мать Эдварда, работала на ферме. После войны в 1946 семья переехала в Познань.
Эдвард Скшипчак окончил Познанский технологический университет. Работал инженером на Заводе Цегельского. Состоял в Союзе польской молодёжи (польский комсомол 1948—1957), с 1960 — в правящей компартии ПОРП. В 1967—1968 прослушал курсы в Вечернем университете марксизма-ленинизма.
Эдвард Скшипчак был сторонником идей демократического социализма. Он с энтузиазмом принял события 1980 — забастовочное движение, создание независимого профсоюза Солидарность. Завод Цегельского стал значимым очагом нового профдвижения и внутрипартийной реформистской активности. В Познанской парторганизации возникли активные «горизонтальные структуры», выступавшие за демократизацию, реформы и сотрудничество с «Солидарностью». Опираясь на «горизонтальную» поддержку, Эдвард Скшипчак 1 ноября 1980 был избран секретарём заводского комитета ПОРП.

## «Секретарь от „Солидарности“ и церкви»

### Избрание вопреки руководству
Познань издавна являлась проблемным регионом для властей ПНР. Традиция Познанского июня — рабочего восстания 1956 — считалась опасной и в начале 1980-х. В Познани сформировался крупный профцентр «Солидарности» во главе с историком-искусствоведом Янушем Палубицким и журналистом Лехом Дымарским.
С 1970 первым секретарём Познанского воеводского комитета ПОРП являлся Ежи Засада — типичный кадр «эры Герека». Вместе Гереком он был и отстранён (впоследствии с Гереком интернирован). Назначенный из Варшавы преемник Ежи Кусяк не сумел закрепиться в Познани на руководящих позициях. Эдвард Скшипчак быстро выдвинулся как самый популярный партийный активист Познани. На партконференции 25 июня 1981 он был избран первым секретарём воеводского комитета ПОРП.
Выбор познанских коммунистов вызвал недовольство высшего партийного руководства. Скшипчак обладал чрезмерно «либеральной» и реформистской репутацией. Первый секретарь ЦК ПОРП Станислав Каня недвусмысленно рекомендовал ему отказаться от партийного поста. Однако Скшипчак отказал Кане. Это стало известно, и ещё более повысило его популярность. Познанцы дали Скшипчаку дружелюбное прозвище Первый Эд.

### Необычная партийная позиция
Первым мероприятием Скшипчака как первого секретаря было участие в открытии Познанских крестов — памятника погибшим в Познанском июне. Скшипчак отмечал, что ему аплодировали «почти так же долго, как Валенсе». Он оказал содействие в издании первой книги о Познанском восстании 1956 года.
Скшипчак целенаправленно выступал за контроль профцентра «Солидарности» над воеводской организацией ПОРП — в этом он видел модель социалистической демократии. Стимулировал «горизонтальные структуры», прежде всего Познанский форум политической мысли (PFMP), ориентировал парторганизации на сотрудничество с «Солидарностью». Такой курс приводил к парадоксальным ситуациям. Антикоммунистическая познанская «Солидарность» была настроена игнорировать ПОРП. Позиция первого секретаря смешивала ясную картину противостояния. Доходило до того, что Палубицкий, Дымарский, председатель «Солидарности» Завода Цегельского Марек Ленартовский призывали Скшипчака «учитывать позицию партии, которую представляете» (по смыслу — проводить конфронтационную линию). Скшипчак объяснял это тем, что парторганизация под его руководством сделалась не врагом, но «опасным конкурентом „Солидарности“». При этом он был уверен в реформаторском потенциале «реального социализма», считал возможными его демократизацию и придание экономической эффективности.
Реформаторские устремления Скшипчака имели определённые границы. Он всячески старался избегать осложнений с советским консульством. Скшипчак был категорически против выставки о Катынском расстреле, которую активисты «Солидарности» устроили на Познанском вокзале. Скшипчак даже подал на организаторов заявление в прокуратуру. Уголовное дело длилось все 1980-е и было прекращено только в Третьей Речи Посполитой.

### Противостояние «на два фронта»
Политика Эдварда Скшипчака вызывала яростное отторжение консервативно-догматического «партийного бетона». Одним из ведущих лидеров «бетона» был член Политбюро и секретарь ЦК ПОРП по оргструктуре Тадеуш Грабский, тесно связанный с Познанью своей номенклатурной карьерой. «Линию Грабского» представлял Познанский воевода (глава региональной государственной администрации) Станислав Цозась — в молодости офицер МОБ, участник политических репрессий. Его ближайшим союзником выступал воеводский комендант милиции полковник Генрик Зашкевич.
В июне региональный «бетон» консолидировался в Познанский форум коммунистов (PFK), во главе которого стал Ян Маерчак — директор завода автоматических систем MERA, ранее партийный функционер, давний знакомый и служебный партнёр Грабского. В силу познанских политических особенностей, костяк PFK составляли кадры хозяйственного руководства. Важным направлением деятельности PFK стала поддержка воеводы Цозася и разоблачение первого секретаря Скшипчака, требование его отставки. Скшипчак говорил, что ему приходилось противостоять «на два фронта»: с одной стороны, радикальные активисты «Солидарности» отказывались признавать партийного секретаря своим союзником, с другой — люди режима сопротивлялись любым переменам.
Политическая борьба в Познани в значительной степени приняла характер аппаратного противоборства. Ситуация сложилась несколько необычно: воеводский парткомитет выступал за демократические реформы, государственная администрация была силой торможения. PFK направлял в ЦК ПОРП обращения, в которых обвинял Скшипчака в «оппортунизме, ревизионизме, и социал-демократизме», называл «секретарём от „Солидарности“ и церкви». Со своей стороны Скшипчак сосредоточился на разоблачении административной коррупции. Много материалов было собрано на полковника Зашкевича — относительно обзаведения элитной недвижимостью. Однако Зашкевича как бывшего сослуживца поддерживал «генерал „бетона“» Мирослав Милевский — член Политбюро и секретарь ЦК ПОРП по силовым структурам. Впоследствии Скшипчак признавал, что не имел никаких шансов на победу в этом конфликте. Воевода Цозась в сентябре 1981 был снят с должности (заменён «нейтральным» учёным-аграрником Марианом Крулем), но Зашкевич оставался комендантом до 1983.
Отношения с воеводским профцентром «Солидарности» постепенно налаживались, однако объективное положение в стране усиливало конфронтацию. При этом Скшипчака, формально оставаясь воеводским первым секретарём, всё более отстранялся от реального управления. Центр региональной власти перемещался в комендатуру милиции и управление госбезопасности. Центральный аппарат ПОРП, Войцех Ярузельский и Казимеж Барциковский не доверяли Скшипчаку, рассматривали как случайную временную фигуру и держали на дистанции от принятия решений.
К концу 1981 года в Познани (и не только) стали появляться листовки с призывами «вешать коммунистов». Авторы отнюдь не делали исключения для Скшипчака. Впоследствии Скшипчак говорил, что если бы не генерал Ярузельский, он «был бы повешен первым» (либо сталинистами «бетона», либо радикалами «Солидарности», либо советскими интервентами).

### При военном режиме
О военном положении Эдвард Скшипчак узнал только по факту его введения — в ночь на 13 декабря 1981. На следующий день он прибыл на Завод Цегельского и убеждал рабочих подчиниться правящему Военному совету национального спасения. Доводы он приводил простые, но доходчивые: «Это не шутки, они могут стрелять». При этом Скшипчак добился освобождения интернированного активиста «Солидарности» Яна Шафраньского (у него была больная жена) и договорился с дирекцией завода о материальной помощи семьям интернированных.
Эдвард Скшипчак оставался в секретарской должности ещё почти полгода. Он пытался смягчать репрессивную политику в регионе. Поддерживал регулярный контакт с архиепископом Познанским Ежи Стробой. Первый секретарь дал костёлу гарантии от преследований, но требовал, чтобы познанские священники не выступали как «малые Попелушко». В январе Скшипчак попал в больницу в результате автомобильной аварии. В городе возникли слухи о покушении на «Первого Эда». Однако сам Скшипчак категорически отклонил эту версию: ДТП действительно было случайным.
В новых условиях продолжалось противоборство первого секретаря с милицейским комендантом. Скшипчак отозвал партийную рекомендацию Зашкевича на комендантскую должность. Материалы были по всей форме переданы в ЦК и представлены Ярузельскому. Тот переадресовал их министру внутренних дел генералу Кищаку, Кищак — члену Политбюро и секретарю ЦК Барциковскому. Барциковский вызвал Скшипчака и прямо заявил, что ему предстоит увольнение. Вопрос о замене познанского первого секретаря поставил на Политбюро генерал Милевский.
28 мая 1982 на пленум Познанского воеводского комитета ПОРП прибыл заведующий кадровым отделом ЦК генерал Дзекан. Он однозначно проинформировал о решении отстранить Эдварда Скшипчака. Новым первым секретарём воеводского комитета был утверждён генерал Эдвард Лукасик. Это вызвало возмущение сторонников Скшипчака в парторганизации. На Заводе Цегельского объявили забастовочную готовность (в условиях военного положения это было чрезвычайно решительным и рискованным шагом — рабочие были приравнены к военнослужащим, забастовки карались по войсковому уставу как неповиновение приказу). Заводская делегация посетила Ярузельского как первого секретаря ЦК. Он признал отстранение Скшипчака «ошибкой», но оставил его в силе — изменить решение значило бы «подорвать авторитет Политбюро».

## После отставки

### Инженер в Африке
Эдвард Скшипчак вернулся к своей инженерной специальности. Он собирался вновь поступить на Завод Цегельского, но это запретил Барциковский, откровенно сославшись на «невозможность по политическим причинам». Было предложено несколько вариантов: должность в министерстве машиностроения, торговые представительства в СССР или в Ираке, совместное польско-нигерийское предприятие в Нигерии. Скшипчак выбрал африканский вариант как «экзотически привлекательный».
Пять лет Скшипчак работал в Нигерии на строительных объектах и на железной дороге, затем пятнадцать лет в частных компаниях по производству пенополиуретана. За эти годы в Польше произошли кардинальные перемены — падение режима ПОРП, преобразование ПНР в Третью Речь Посполитую. По признанию Скшипчака, наблюдая за Польшей из Африки, он полностью разочаровался в социализме как системе. Годы своей африканской работы он называл лучшими в своей биографии.

### Защитник генерала
В 2003, после двадцатилетнего отсутствия, Эдвард Скшипчак вернулся на родину. Новые польские реалии стали для Скшипчака большим потрясением: высококвалифицированному инженеру с безукоризненным знанием английского полгода пришлось искать работу. С трудом он устроился прорабом на стройку в Старогарде-Гданьском. Затем вновь обосновался в Познани и открыл небольшой бизнес по производству штампов, ламината и визитных карточек. По его оценкам, некоторые стороны польского капитализма оказались жёстче нигерийского.
На выборах 2005 Эдвард Скшипчак предполагал баллотироваться в сенат от Союза левых демократов, но в итоге не был включён в список. Приход к власти партии Право и справедливость, жёстко консервативная и антикоммунистическая риторика братьев Качиньских подтолкнули его к активизации. Скшипчак сошёлся в организациями военных ветеранов, а в 2007 основал Гражданское движение защиты генерала Ярузельского «Против бесправия». Организация принимала заявления в поддержку Ярузельского, оправдывала военное положение как «единственный способ предотвратить гражданскую войну и советскую интервенцию», снабжала Ярузельского сведениями о подготовке советского вторжения для использования на судебном процессе (среди этой информации встречались и сообщения неочевидной достоверности из случайных источников — например, о переодевании польскоговорящих советских военных в польскую форму или о переброске в Литовскую ССР подкреплений из Казахской ССР для вторжения в ПНР). Эту деятельность Скшипчака одобрительно комментировало издание Nie бывшего пресс-секретаря правительства ПНР Ежи Урбана. После смерти Ярузельского в 2014 движение в его защиту сошло на нет. 

## Частная жизнь
Эдвард Скшипчак проживает в Познани с женой Александрой (две его сестры — учительницы). Несмотря на преклонный возраст, занимается полиграфическим бизнесом. Время от времени общается с прессой, позитивно оценивает и раннюю «Солидарность», и военное положение, высказывается за создание в Польше сильной демократической «левицы». Высказывается в том плане, что политические испытания являют собой моральную проверку для человека и нации.